# Villers-sur-Coudun
Villers-sur-Coudun – miejscowość i gmina we Francji, w regionie Hauts-de-France, w departamencie Oise.
Według danych na rok 1990 gminę zamieszkiwało 1121 osób, a gęstość zaludnienia wynosiła 175 osób/km² (wśród 2293 gmin Pikardii Villers-sur-Coudun plasuje się na 251. miejscu pod względem liczby ludności, natomiast pod względem powierzchni na miejscu 743.).